# Književnost u 1851.
◄◄ | ◄ | 1848. | 1849. | 1850. | 1851.  | 1852. | 1853. | 1854. | ► | ►►
Arhitektura • Astronomija • Biologija • Fotografija • Glazba • Kazalište • Kemija • Kiparstvo • Knjige • Književnost • Kršćanstvo • Meteorologija • Medicina • Politika • Pravo • Promet • Slikarstvo • Šport • Znanost • Željeznički promet
Književnost u 1851.

## Hrvatska i u Hrvata

### Smrti
- 20. svibnja – Stanko Vraz, hrvatski i slovenski književnik, kritičar i prevoditelj (* 1810.)

## Vanjske poveznice
|  | Zajednički poslužitelj ima još gradiva o temi Književnost u 1851. |